# Guerra del calcio
(Ryszard Kapuściński, da La prima guerra del football e altre guerre di poveri)
La guerra del calcio, anche nota come guerra del football o guerra delle cento ore (in spagnolo guerra del Fútbol o guerra de las Cien Horas) fu un breve conflitto armato scoppiato il 14 luglio 1969 tra El Salvador e Honduras, a seguito dell'espulsione, da parte di quest'ultimo, di circa 300000 immigrati salvadoregni. Le operazioni militari, iniziate con l'attacco e l'occupazione, da parte del Salvador, di diversi territori honduregni prossimi al confine tra i due Stati, terminarono appena 4 giorni dopo, il 18 luglio, a seguito del cessate il fuoco imposto dall'Organizzazione degli Stati americani (OSA), dopo che l'Honduras era riuscito a riconquistare gran parte delle aree occupate dall'esercito salvadoregno.
Pur dalla durata estremamente limitata, si trattò di uno dei conflitti più sanguinosi del secondo dopoguerra, lasciando sul campo quasi seimila vittime ed oltre quindicimila feriti.
Il nome del conflitto venne dato dal giornalista polacco Ryszard Kapuściński, che si trovava in Honduras allo scoppio del conflitto, in riferimento ad un confronto calcistico disputatosi tra le selezioni dei due Paesi alla vigilia della guerra.

## Le cause

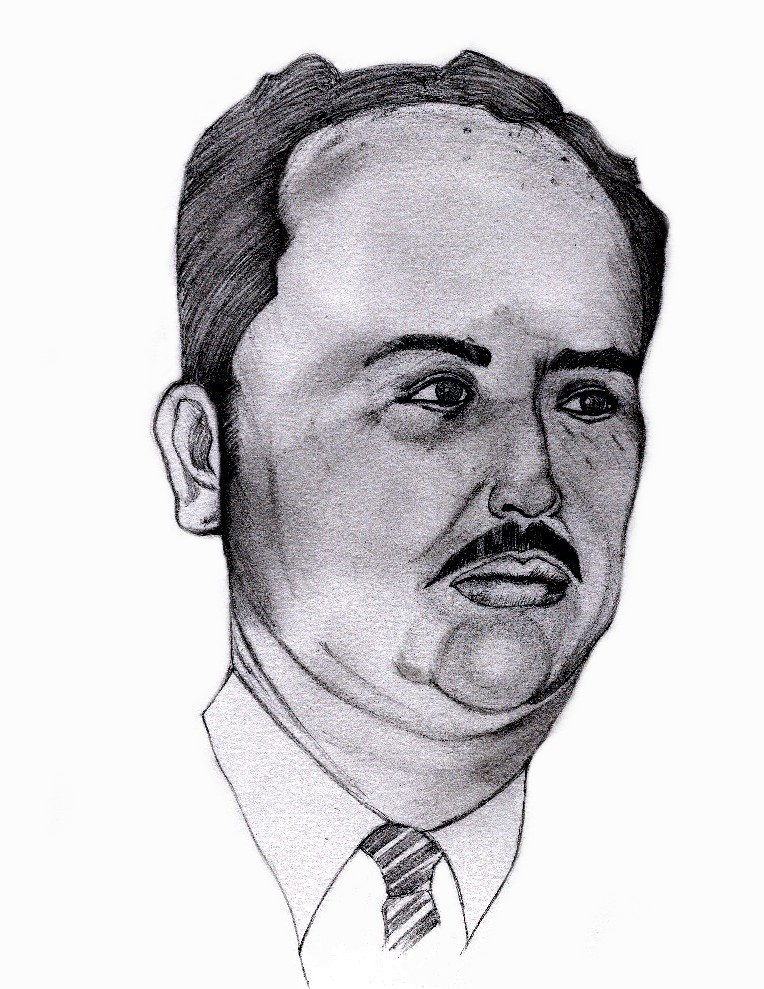
Ritratto del presidente honduregno Oswaldo López Arellano

Le relazioni tra Honduras ed El Salvador non erano mai state facili. Entrambi i Paesi, che all'epoca del conflitto ruotavano nell'orbita politica degli USA ed erano diretti da governi sostenuti da grandi latifondisti locali, si erano ripetutamente trovati nel corso degli anni ad attriti di una certa portata. Già all'indomani dell'indipendenza (1838), El Salvador lamentava l'esiguità della propria superficie nazionale e la mancanza di uno sbocco all'Oceano Atlantico. Ma, anche in merito alla propria fascia costiera sul Pacifico, nutriva risentimento verso la sovranità dell'Honduras sul golfo di Fonseca: tale area, costituita da un ampio golfo riparato dagli uragani che non di rado spazzano l'America centrale, è da sempre un punto nevralgico per le rotte commerciali che, costeggiando il Pacifico, fanno la spola tra il Nord e il Sudamerica.
Dal canto suo l'Honduras non aveva del tutto digerito gli esiti della politica commerciale avviata da alcuni anni dagli Stati Uniti in America centrale. Nel 1960, infatti, gli USA stimolarono la nascita del Mercato comune centroamericano, un'area di libero scambio comprendente Costa Rica, Nicaragua, Guatemala, Honduras ed El Salvador. Finalità del governo statunitense era l'istituzione di un regime commerciale privilegiato con i cinque Paesi, specie per permettere alle proprie multinazionali (in particolare quelle dedite al commercio delle banane) di installarvi grandi piantagioni. Indubbi erano i vantaggi per le multinazionali statunitensi, che venivano così a trovare ampie distese di terre da coltivare e una manodopera a basso costo.
Ma innegabili erano anche i benefici per i cinque Stati centroamericani, che vedevano negli investimenti statunitensi un modo per uscire dalla cronica arretratezza in ambito agricolo nella quale versavano da tempo. Il problema fu però che, senza alcun meccanismo di controllo della direzione degli investitori, questi preferirono installare le piantagioni là dove già era presente un certo grado di sviluppo tecnologico. In questo El Salvador era il più avanzato, l'Honduras invece il più arretrato. Per quanto non mancarono grossi interventi americani in Honduras (estese furono le piantagioni installate dalla United Fruit Company), gli investimenti in El Salvador furono di gran lunga maggiori, permettendo addirittura al Paese un alto tasso di crescita economica negli anni a seguire.
La crescita economica portò in El Salvador migliori condizioni di vita e un sensibile calo della mortalità infantile. Conseguenza naturale fu un notevole aumento demografico che, già alla metà degli anni sessanta, fece di El Salvador il Paese più popolato (dopo il Messico) dell'America centrale. Ma data l'esigua superficie nazionale, ciò che si venne a creare fu un notevole eccesso di popolazione e, conseguentemente, una prorompente disoccupazione. L'economia salvadoregna, infatti, si poggiava quasi del tutto sull'agricoltura: ma questa era in mano alle multinazionali straniere e ad una ristretta classe latifondista (un migliaio di grandi proprietari terrieri, riuniti sotto l'egida di 14 famiglie) che affidava la coltivazione delle proprie terre a braccianti (campesinos).
Per tale motivo i disoccupati non avevano alcuna possibilità di avviare la coltivazione di piccoli appezzamenti di terreno, né potevano ripiegare cercando un lavoro nell'industria, difettando il Paese quasi completamente di un settore secondario da utilizzare come valvola di sfogo per l'eccedente manodopera agricola. Il governo salvadoregno pertanto, temendo una rivolta contadina che avrebbe seriamente pregiudicato il già precario equilibrio politico-economico interno, decise di rivolgersi al vicino Honduras dove le condizioni erano opposte. Qui l'arretratezza agricola era dirompente. Per quanto il latifondo facesse da padrone pure in Honduras, numerosi restavano ancora i chilometri quadrati di terre incolte. Al fine di promuoverne uno sfruttamento economico e di far pervenire nel Paese una certa quantità di manodopera, il governo honduregno acconsentì alle richieste del Salvador di permettere l'immigrazione dei campesinos salvadoregni in eccesso.
Fu così che nel 1967 i due Stati firmarono la Convenzione bilaterale sull'immigrazione, secondo la quale i cittadini salvadoregni avevano libertà di transito e diritto di residenza e al lavoro qualora avessero deciso di espatriare in Honduras. Oltre 300000 salvadoregni varcarono in breve il confine, insediandosi in Honduras, dove fondarono pure villaggi e avviarono la coltivazione di terre fino ad allora rimaste inutilizzate. Il massiccio esodo di salvadoregni in Honduras non era comunque stato ben accolto dal locale ceto agricolo. La miseria in cui versavano i contadini honduregni li aveva portati, sul finire del 1967, a scendere nelle piazze per chiedere a gran voce salari più alti e migliori condizioni di vita. La riforma agraria, avviata nel 1968 dal governo honduregno sotto le pressioni del sindacato contadino FENAGH (Federación Nacional de Agricultores y Ganaderos de Honduras), non sortì alcun buon esito.
Complice il fatto che la dittatura di Oswaldo López Arellano era appoggiata da latifondisti e Stati Uniti, l'Instituto Nacional Agrario (INA) non aveva osato operare una redistribuzione delle terre in mano a grandi proprietari terrieri locali e a multinazionali. Fu così che, quando si fece insostenibile la situazione politica interna (che macchiò di sangue e violenze le elezioni municipali del 1968), l'INA assunse la clamorosa decisione di attribuire ai contadini honduregni ciò che i salvadoregni giunti appena 2 anni prima si erano conquistati. Per la precisione, un provvedimento del Ministero dell'Agricoltura dell'Honduras dell'aprile 1969 decretava la confisca delle terre e l'espulsione di tutti coloro che avessero nel Paese proprietà terriere, senza tuttavia possedere la natività in Honduras.
Con ciò, oltretutto, l'Honduras compiva un grave illecito internazionale, contravvenendo agli impegni presi 2 anni prima con la Convenzione bilaterale sull'immigrazione. Gli oltre 300000 salvadoregni giunti in Honduras furono pertanto privati delle proprie case e dei propri campi e rispediti in El Salvador, dove non avevano più nulla. Il governo salvadoregno tentò in ogni modo di convincere il governo honduregno a tornare sulla propria decisione, specie in vista dell'estrema difficoltà di reinserire i profughi nella madrepatria. Quando poi il decreto dell'INA entrò in vigore, i difficili esiti furono inevitabili. L'opinione pubblica salvadoregna scagliò roventi critiche sull'Honduras e le relazioni diplomatiche tra i due Stati si fecero tesissime. In un clima del genere le due nazionali di calcio stavano per affrontarsi nella semifinale della zona CONCACAF per le qualificazioni ai Mondiali di Messico 1970.

## Il confronto calcistico
I Mondiali del 1970 sarebbero stati organizzati dal Messico, prima volta per quel Paese dell'America Centrale. Ciò significava che mentre la Nazionale messicana, da sempre la più forte della zona CONCACAF, era qualificata d'ufficio alla fase finale, le altre avevano una buona chance per centrare una storica qualificazione. Al via si presentarono 12 squadre, divise in 4 gironi da 3 ciascuno. L'Honduras dominò (3 vittorie e 1 pareggio) il gruppo 1, con Costa Rica e Giamaica, ma ebbe vita facile anche El Salvador (3 vittorie e 1 sconfitta) nel gruppo 3, con Guyana olandese e Antille Olandesi.

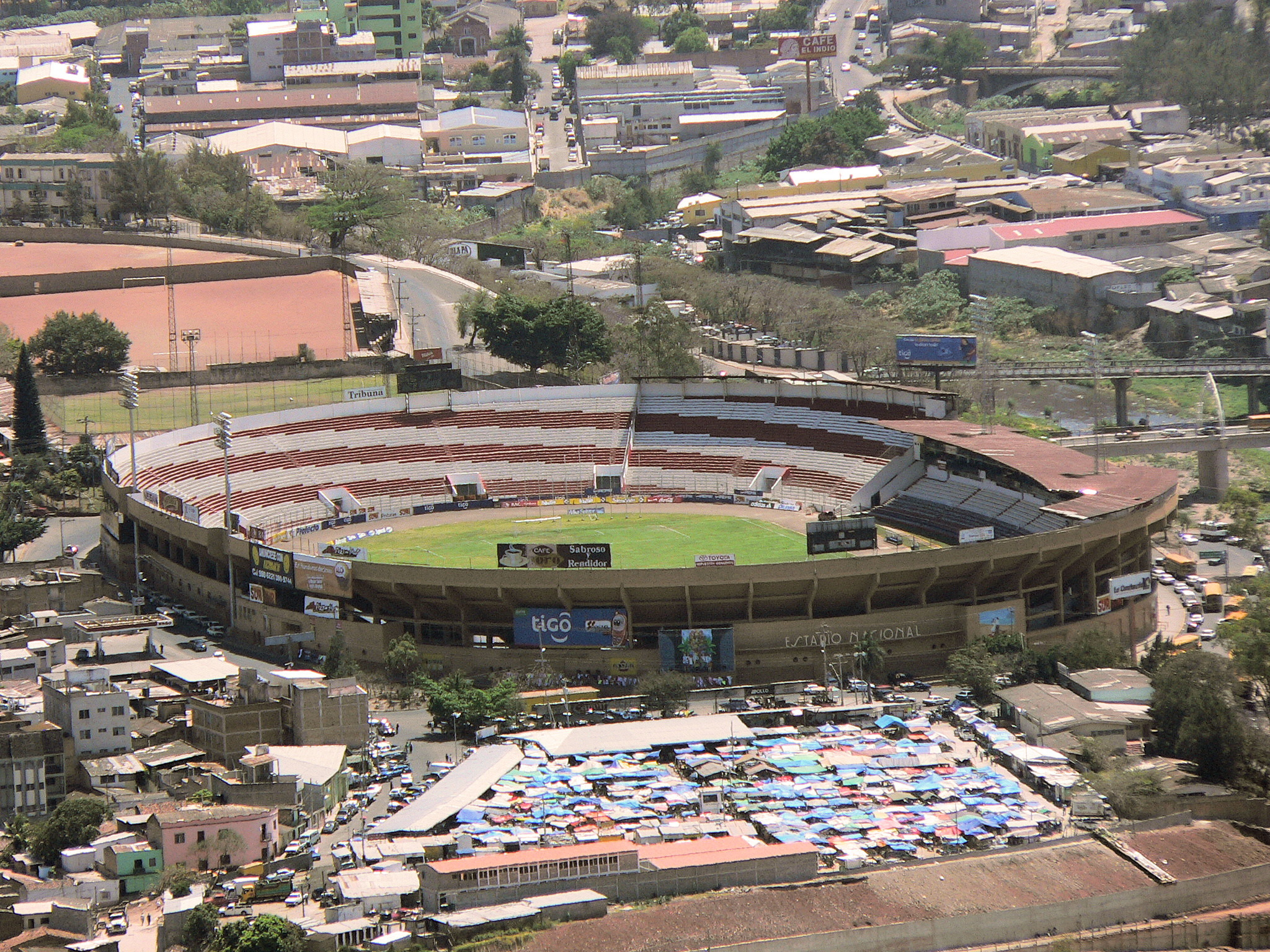
L'Estadio Nacional (oggi Estadio Carías) di Tegucigalpa, teatro della gara di andata, vinta 1-0 dall'Honduras

Gli altri gironi videro la vittoria di Haiti (gruppo 2, contro Guatemala e Trinidad e Tobago) e Stati Uniti (gruppo 4, contro Canada e Bermuda). La formula a questo punto prevedeva che le vincenti si affrontassero nelle semifinali, giocate in un doppio confronto di andata e ritorno. La prima vide Haiti superare agevolmente gli USA (2-0 e 1-0). L'altro match, dal canto suo, prometteva scintille e non a livello prettamente agonistico: il confronto tra le due nazionali di Honduras ed El Salvador, da sempre divise anche da una rivalità sportiva, non capitava certo nel momento migliore.
 Honduras - El Salvador 
Honduras: Varela; Metamoros, Dick,
Bulnes, Wells; Mendoza,
Marshall (Mejía), Rosales (García), Cardona; Gómez, Bran. Allenatore: Griffin.
El Salvador: Fernández; Rivas, Castro, Vásquez, Mariona; Osorio, Quintanilla, Rodríguez,
Martínez; Barraza (Cabezas), Estrada (Méndez). Allenatore: Carrasco.
Arbitro: Yamasaki ( Messico)
Marcatori: 89' Wells.
Spettatori: 17827
 El Salvador - Honduras 
El Salvador: Fernández; Rivas, Manzano (Osorio), Vásquez, Mariona; Cabezas, Quintanilla, Rodríguez, Martínez; Monge, Acevedo. Allenatore: Carrasco.
Honduras: Varela; Metamoros, Dick,
Bulnes, Wells; Mendoza,
Marshall, Urquia, Cardona; Gómez, Bran. Allenatore: Griffin.
Arbitro: Van Rosberg ( Antille Olandesi)
Marcatori: 27' rig. Martínez, 30' Acevedo, 41' Martínez.
Spettatori: 36470
 El Salvador - Honduras 
El Salvador: Fernández (Suarez); Rivas, Manzano, Vásquez, Mariona; Cabezas, Quintanilla, Rodríguez, Martínez; Monge, Acevedo (Bucaro). Allenatore: Carrasco.
Honduras: Varela; Deras, Dick,
Bulnes, Wells; Mendoza,
García, Rosales (Mejía), Cardona (Lagos); Gómez, Bran. Allenatore: Griffin.
Arbitro: Aguilar ( Messico)
Marcatori: 10' Martínez, 19' Cardona, 29' Martínez, 50' Gómez, 101' Rodríguez.
L'8 giugno 1969 all'Estadio Nacional di Tegucigalpa era in programma la gara di andata tra Honduras ed El Salvador.
La nazionale salvadoregna cercò di limitare il più possibile la permanenza in suolo honduregno, ma quel poco tempo bastò ai tifosi locali per manifestare la propria ostilità. La notte precedente alla partita, centinaia di persone si assieparono sotto l'hotel dove alloggiavano i calciatori salvadoregni, cercando di disturbarne il sonno con clacson, pentole e sassi lanciati contro le finestre. L'indomani il caos fu incrementato da uno sciopero nazionale degli insegnanti: ai manifestanti si aggiunsero molti esagitati che, scovato il pullman che trasportava i calciatori salvadoregni all'Estadio Nacional, tranciarono le gomme al mezzo.
Allo stadio i tifosi locali perseverarono nel proprio atteggiamento intimidatorio e, in un clima tesissimo, l'Honduras si impose 1-0 con una rete del difensore Leonard Wells a un minuto dal fischio finale. L'opinione pubblica salvadoregna giurò vendetta per la gara di ritorno a San Salvador del 15 giugno.

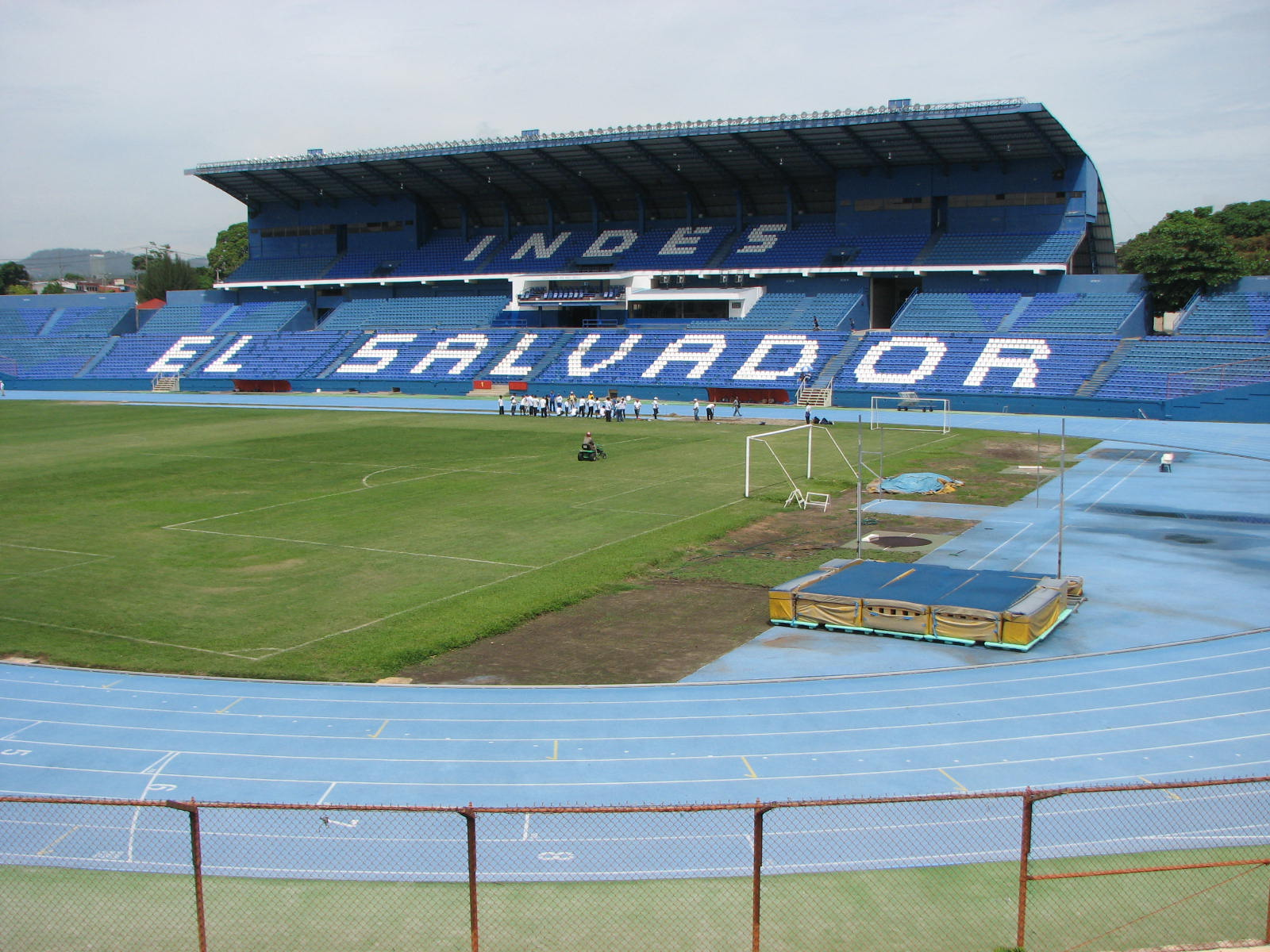
LEstadio de la Flor Blanca (oggi Jorge "Mágico" González) di San Salvador, luogo della sfida di ritorno, vinta dal Salvador 3-0

Anche in tal caso la nazionale in trasferta, l'Honduras, cercò di giungere in Salvador il più tardi possibile. La notte precedente la partita, i tifosi salvadoregni presero di mira l'Hotel Intercontinental di San Salvador, dove riposavano gli honduregni, dando luogo ad una fitta sassaiola contro le finestre dell'edificio, che in breve finirono frantumate. L'accompagnatore della nazionale honduregna, un ragazzo salvadoregno, fu ucciso a sassate dalla folla non appena lasciò l'hotel.
I tifosi proseguirono nella loro forte ostilità, lanciando contro l'edificio stracci puzzolenti, topi morti, uova marce e persino bombe artigianali. I calciatori honduregni si trasferirono per sicurezza sul tetto dell'hotel, fin quando, all'alba, di fronte alla minaccia della folla, che lasciava intendere di voler entrare nell'edificio, la polizia salvadoregna li condusse a piccoli gruppi nelle case di honduregni residenti a San Salvador.
Nel pomeriggio la massa inferocita rese necessario addirittura l'esercito per scortare, all'interno di carri armati, i calciatori honduregni all'Estadio de la Flor Blanca. L'Honduras era palesemente intimorito dal clima locale, la cui ostilità si concretizzò quando l'inno nazionale honduregno fu accolto da bordate di fischi, la bandiera strappata e i "coraggiosi" che dall'Honduras si erano recati a San Salvador per sostenere i propri beniamini aggrediti e malmenati (addirittura 2 morti e decine di feriti, oltre ad un centinaio di automobili bruciate). Com'era prevedibile, la partita non ebbe storia: contro gli honduregni reduci da una notte insonne e desiderosi più che altro di riportare a casa la pelle, i salvadoregni passarono al 27' su rigore con Martínez, raddoppiarono 3 minuti dopo con Acevedo e chiusero la partita al 41' ancora con Martínez. Finì 3-0 per El Salvador e, poiché all'epoca il regolamento non contemplava il computo del numero di goal segnati, si rese necessaria una terza gara di spareggio in campo neutro.

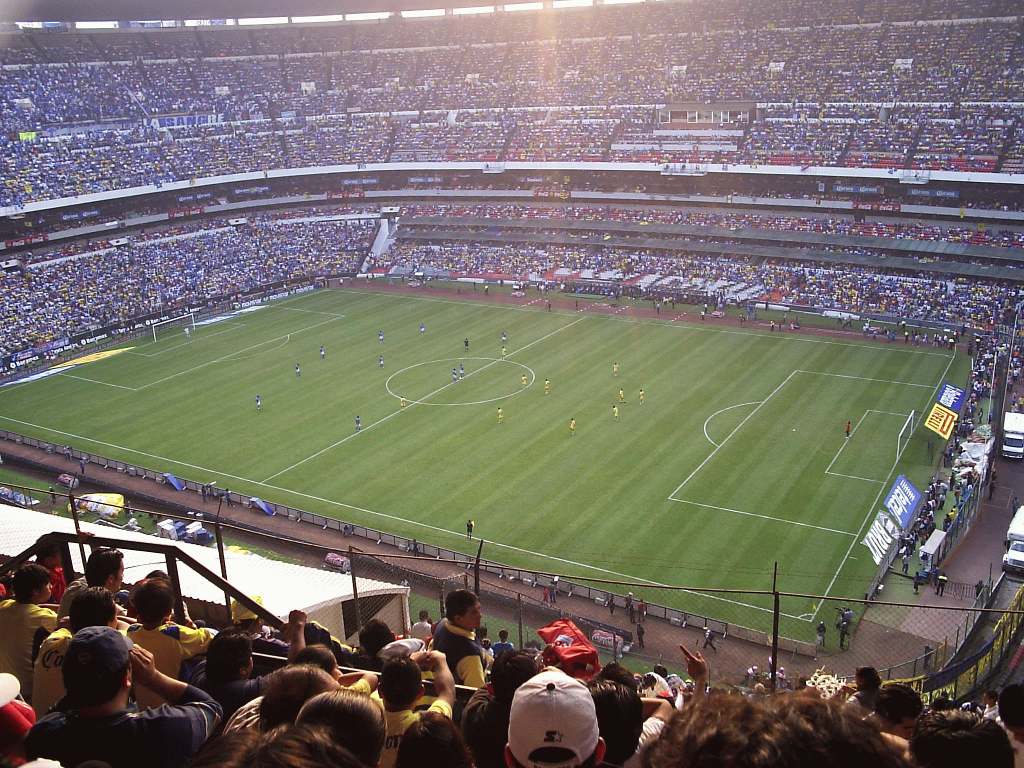
L'Estadio Azteca di Città del Messico, teatro dello spareggio

Le squadre si affrontarono così il 27 giugno all'Estadio Azteca di Città del Messico. Il grande stadio messicano fu preso d'assalto da migliaia di tifosi di ambedue i Paesi e le autorità locali, al fine di evitare incidenti, disposero che l'impianto venisse presidiato da oltre 5000 agenti di polizia. Nonostante le misure prese, le due tifoserie riuscirono a venire a contatto già dentro lo stadio, specie dopo l'esito della gara. Questa, estremamente combattuta, si concluse 2-2 (doppietta di Martínez per El Salvador e reti di Cardona e Gómez per l'Honduras) dopo i tempi regolamentari. All'11' minuto del primo tempo supplementare Rodríguez regalò al Salvador l'accesso in finale contro Haiti.
Al fischio finale, di fronte alla logica esultanza dei supporter salvadoregni, i tifosi honduregni si scatenarono, cercando (e riuscendo) di venire a contatto con i rivali. L'ingente dispiegamento di polizia non riuscì a bloccare quelli che, da semplici tafferugli, si tramutarono in una sorta di guerriglia urbana, durata per ore per le vie circostanti l'Azteca. Per la cronaca El Salvador avrebbe poi vinto la finale (sconfisse Haiti a Port-au-Prince 2-1, ma venne travolto in casa a San Salvador 0-3; nella "bella", però, si impose 1-0 sul neutro di Kingston, in Giamaica), volando verso i mondiali.
In Honduras, invece, la sconfitta contro gli odiati vicini fu recepita come un'ingiustizia sofferta. La sera stessa della partita di Città del Messico, il governo dell'Honduras, dove nei giorni precedenti si erano acuite le violenze verso i salvadoregni rimasti (inclusi alcuni diplomatici), ruppe le relazioni diplomatiche con El Salvador. La guerra era ormai alle porte.

## La guerra

### Le forze in campo
Gli eserciti dei due Paesi erano piccoli e facevano uso di mezzi alquanto obsoleti: ciò riguardava soprattutto le aviazioni, che utilizzavano aerei Corsair e Mustang, residuati della Seconda guerra mondiale.

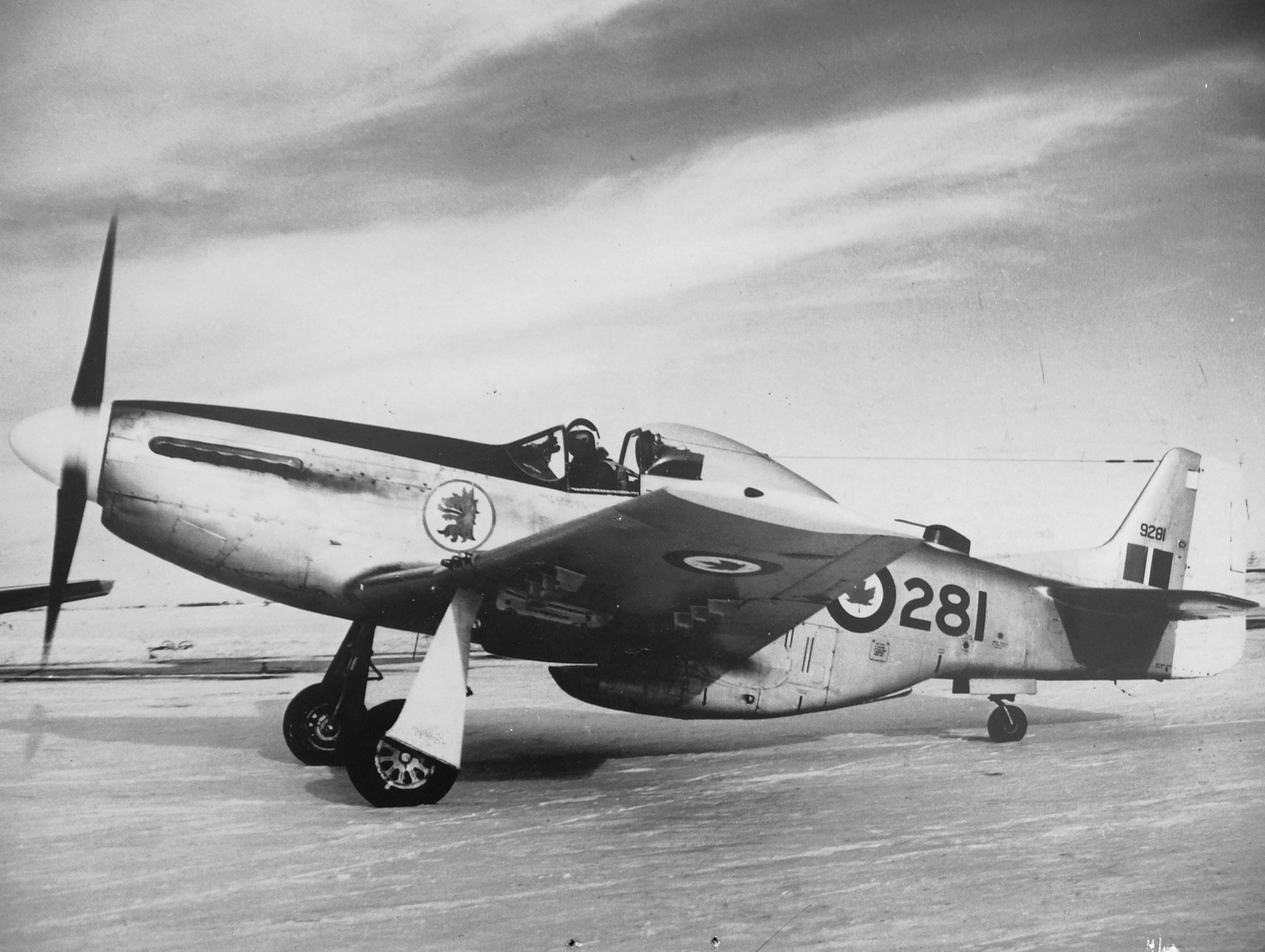
Un Mustang 9281 utilizzato nella guerra del calcio dalla Forza aerea salvadoregna (foto del 1956, allorché il velivolo era in uso all'aviazione canadese)

In ogni caso, l'esercito salvadoregno era nettamente superiore. I suoi 20000 soldati erano equipaggiati con fucili Heckler & Koch G3 e divisi in:
- 3 brigate di fanteria;
- 1 brigata di artiglieria (pezzi da 105 mm);
- 1 squadrone di cavalleria motorizzata;
- 1 compagnia di trasmissioni;
- 1 compagnia di genieri;
- 1 compagnia medica;
- 1 battaglione di addestramento reclute.

La Forza aerea salvadoregna constava di:
- 25 piloti;
- 29 aerei da combattimento[3];
- 1 squadra di paracadutisti.

La marina salvadoregna era composta da 4 navi guardacosta munite di mitragliatrici, per un equipaggio totale di circa 400 marinai.

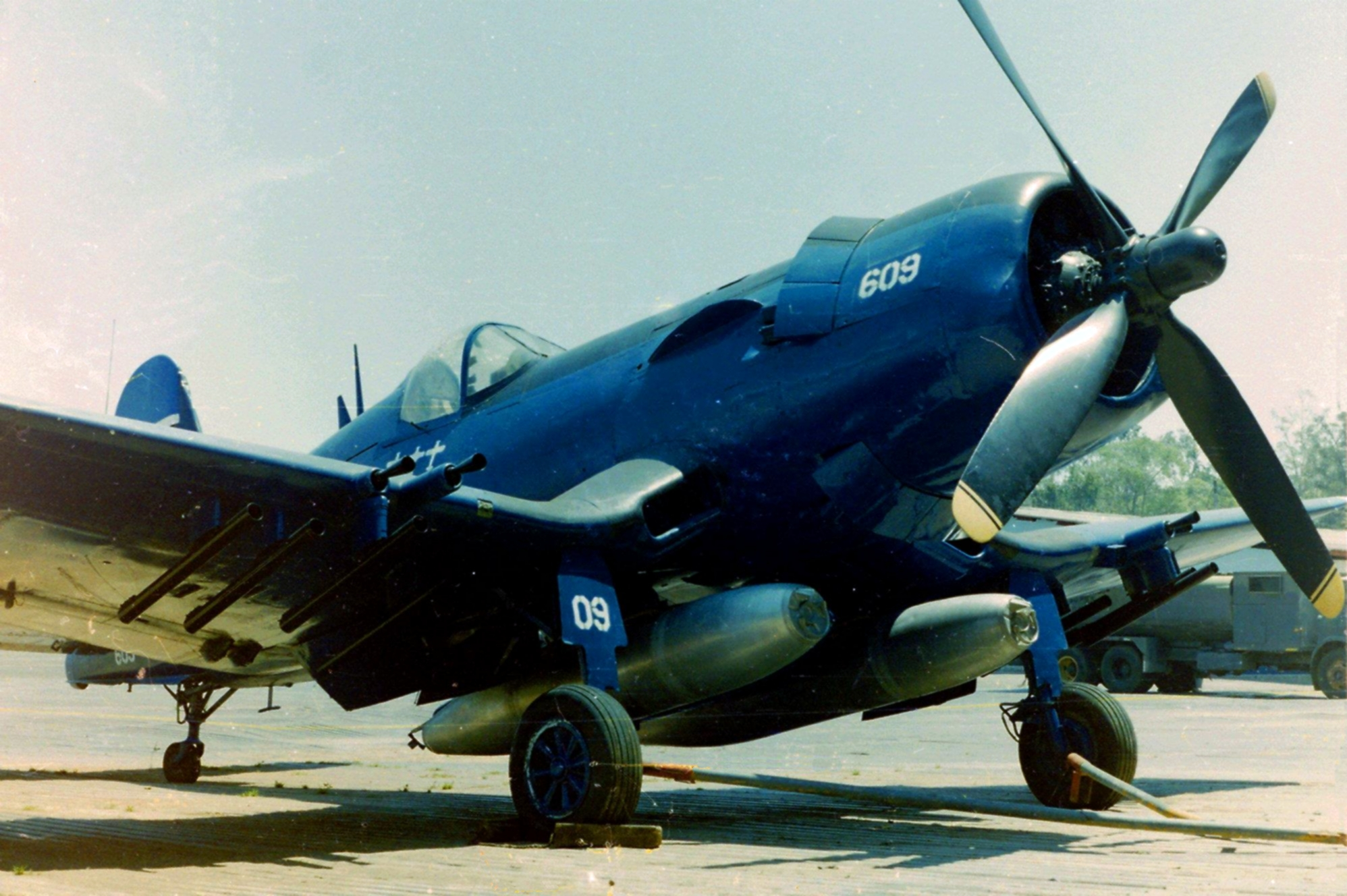
Lo Chance Vought F4U-5NL Corsair della Fuerza Aérea Hondureña, utilizzato dal maggiore Fernando Soto Henríquez nella battaglia aerea del 17 luglio 1969 e attualmente esposto al Museo del Aire di Tegucigalpa

L'esercito honduregno contava invece appena 12000 unità, equipaggiate peraltro con vecchi fucili Mauser (gli stessi usati dalla Germania durante la seconda guerra mondiale) e divise in:
- 3 battaglioni di fanteria;
- 6 battaglioni di zona;
- 1 battaglione di genieri;
- 2 batterie di obici da 75 mm.

L'aviazione honduregna era invece superiore a quella avversaria, constando di:
- circa 50 piloti;
- 52 aerei da combattimento (per lo più Corsair e Mustang)[3];
- 8 aerei da trasporto;
- 5 aerei da ricognizione;
- 5 aerei da addestramento.

La marina contava circa 150 marinai e 4 navi di media stazza.
I due eserciti erano personalmente guidati dai due presidenti (che pure erano generali), Fidel Sánchez Hernández del Salvador e Oswaldo López Arellano dell'Honduras.

### Le fasi del conflitto

#### 14 luglio
L'attrito tra i due Paesi giunse al massimo nelle prime ore del 14 luglio. Fin dalla mezzanotte si registrarono incidenti in prossimità di El Poy, punto di frontiera tra Ocotepeque (Honduras) e San Ignacio (El Salvador), con spari di armi automatiche e mortai. Il governo honduregno, conscio dei rischi nell'ipotesi di un attacco salvadoregno, chiese, per mezzo dei propri rappresentanti, una riunione straordinaria del Consiglio dell'OSA a Washington. Alle ore 14.00 del 14 luglio 1969 la riunione ebbe inizio, ma già alle 15.30 fu sospesa, su richiesta del rappresentante salvadoregno per ottenere istruzioni dal proprio governo. In realtà, sin dalle ore 15.00, il maggiore Salvador Henríquez, comandante della Fuerza Aérea Salvadoreña, su ordine dal presidente Fidel Sánchez Hernández, aveva messo in allerta i piloti, affinché si preparassero ad un imminente attacco all'Honduras.

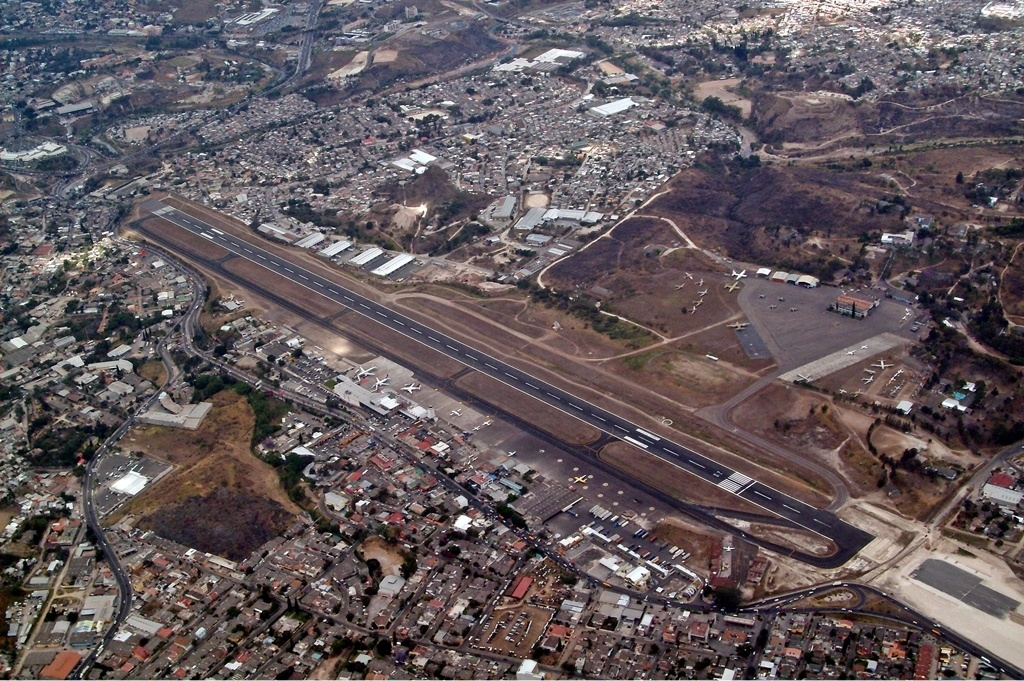
L'Aeroporto Internazionale Toncontín, presso Tegucigalpa, tra gli obiettivi delle incursioni aeree salvagoregne

Per El Salvador, ove il conflitto sarebbe passato alla storia come  guerra de legítima defensa  (guerra di legittima difesa), l'attacco era necessario per difendere la propria dignità e la sovranità nazionale. Alle ore 18.10 gli aerei da guerra si alzarono in volo. L'aviazione salvadoregna sferrò un attacco contemporaneo sulla capitale honduregna Tegucigalpa, sulle città di Gracias, Ocotepeque e Santa Rosa de Copán (poste a nord del confine tra i due Paesi), su Juticalpa e Guaimaca (nell'entroterra honduregno), nonché sui centri di Amapala, Choluteca e Nacaome, posti sul Golfo di Fonseca. Tra i vari obiettivi militari nemici, i salvadoregni colpirono le basi aeree honduregne di Choluteca, Catacamas e Talanga, nonché l'Aeroporto Internazionale Toncontín di Tegucigalpa, ma riuscirono a infliggere danni solo alle piste, e non anche agli aeroplani a terra.

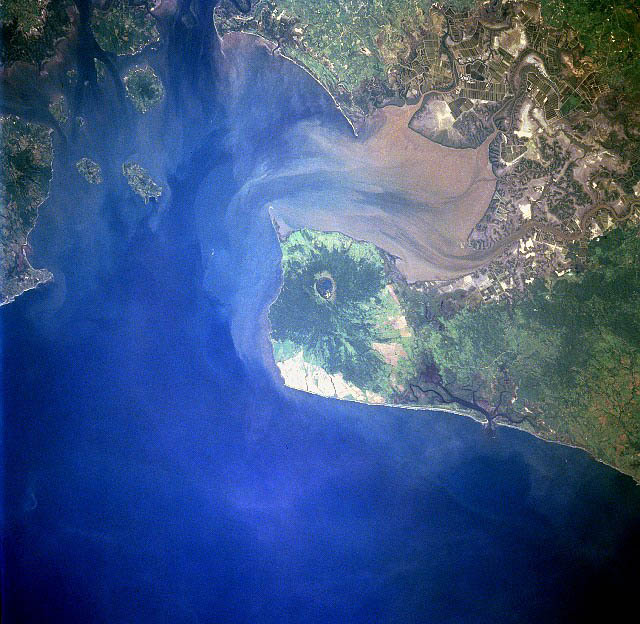
Veduta satellitare del golfo di Fonseca, uno degli obiettivi dell'offensiva salvadoregna

Contemporaneamente, la fanteria salvadoregna iniziò, con circa 12000 uomini, l'offensiva di terra. Sul fronte meridionale (in prossimità del golfo di Fonseca), El Salvador attaccò con tre battaglioni di fanteria agli ordini del colonnello Segundo Méndez: uno penetrò direttamente in territorio honduregno, sostenuto dagli altri due (che rimasero sul proprio suolo nazionale), incaricati uno di colpire il nemico con l'artiglieria terrestre e l'altro di fungere da retroguardia. Sul fronte settentrionale (lungo il confine occidentale dell'Honduras), El Salvador utilizzò una forza terrestre guidata dal colonnello Mario de Jesús Velásquez e composta da una brigata di fanteria, un battaglione di artiglieria e due compagnie della Guardia Nacional. L'attacco si diresse verso gli avamposti di frontiera honduregni posti a difesa delle città di Ocotepeque, Gracias e Santa Rosa de Copán.
Il fronte settentrionale si rivelò il punto debole dell'Honduras. Colti di sorpresa già dai bombardamenti aerei, gli honduregni tentarono una disperata difesa con un battaglione di fanteria agli ordini del colonnello Arnaldo Alvarado Dubón, rinforzato con membri del Cuerpo Especial de Seguridad (la guardia nazionale), agenti di polizia penitenziaria e volontari. Alle 21.00, l'Honduras denunciò l'attacco al Consiglio dell'OSA, che istituì un Comitato d'emergenza autorizzato a recarsi nei luoghi di guerra.

#### 15 luglio
Nelle prime ore del mattino del 15 luglio la difesa honduregna iniziò a vacillare. Alle ore 5.00, una nuova incursione aerea salvadoregna, composta da sei velivoli, colpì l'aeroporto di Toncontín.

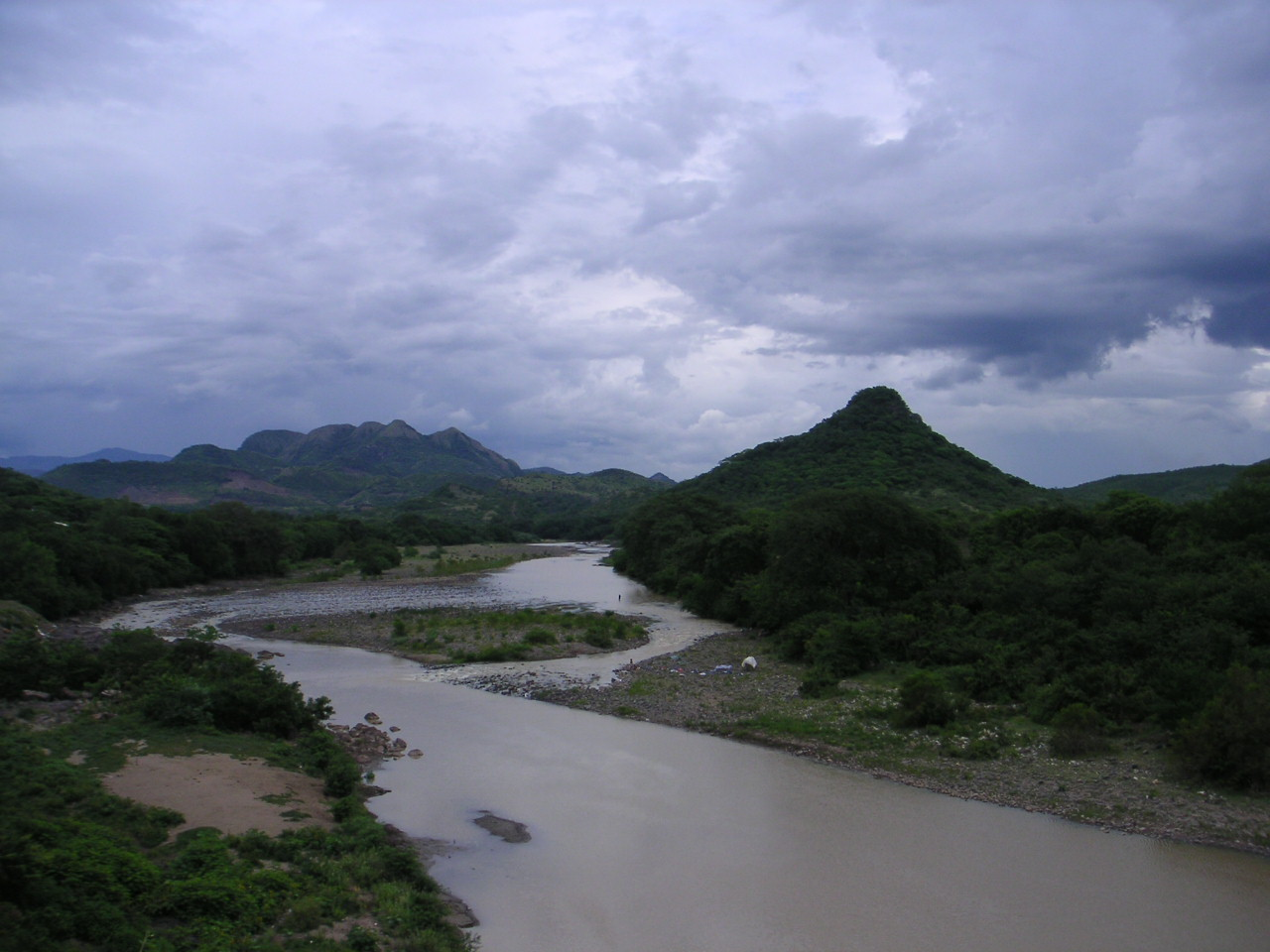
Il fiume Goascorán, lungo il confine tra i due Paesi, teatro del fronte meridionale del conflitto

Sul fronte settentrionale, nonostante una strenua resistenza, le forze di Dubón cedettero e, a sera, i salvadoregni erano già penetrati di circa otto chilometri in Honduras, occupando Ocotepeque e San Marcos nel dipartimento di Ocotepeque, nonché Cololaca, Junigual, Guarita, Valladolid e La Virtud nel dipartimento di Lempira. A sud, il battaglione guidato dal colonnello Méndez sfondò le linee nemiche, occupando i centri di Alianza, El Amatillo, Goascorán, Aramecina e Caridad.
Alla sera del 15 luglio, ben 1600 chilometri quadrati del suolo honduregno erano sotto l'occupazione salvadoregna. Consapevole dell'inferiorità terrestre, l'Honduras rispose con una controffensiva aerea. Già alle 4.18 del 15 luglio, aerei honduregni si alzarono in volo verso la base aerea salvadoregna di Ilopango, la raffineria nel porto di Cutuco, a La Unión, e i depositi di carburante di Acajutla.
La controffensiva honduregna sortì notevoli effetti: l'attacco distrusse circa il 20% delle riserve di combustibile del Salvador, oltre a due navi da guerra ormeggiate a Cutuco, con risultati rilevanti nel prosieguo del conflitto. Nello stesso giorno, il Comitato d'emergenza dell'OSA si riunì nella capitale salvadoregna.

#### 16 luglio
Nel conflitto di terra, El Salvador confermò la propria supremazia anche nella mattina del terzo giorno di guerra. Da Ocotepeque, le forze assedianti proseguirono verso est, mentre l'esercito honduregno ripiegava ulteriormente. Lo stato maggiore honduregno ordinò allora un contrattacco terrestre a sud, al fine di alleggerire la pressione nemica sul fronte settentrionale. La manovra si rivelò decisiva: l'esercito del Salvador, colto di sorpresa dalla controffensiva honduregna, arrestò momentaneamente l'avanzata. A nord, tuttavia, i salvadoregni si erano assicurati il controllo di Ocotepeque e delle vicine cittadine di San Marcos e La Labor, ove fu stanziato un ulteriore battaglione salvadoregno comandato dal generale Alberto Medrano.
L'invasione salvadoregna, forte del sostegno di una squadriglia di cinque aerei, procedette pressoché indisturbata verso Santa Rosa de Copán. Tuttavia, due Mustang del Salvador furono coinvolti in un incidente poco dopo il decollo. Le forze honduregne ne approfittarono per portare, per via aerea, un migliaio di soldati sulla linea del fronte. Il rinforzo consentì all'Honduras una vincente controffensiva a San Rafael de las Mataras, presso Ocotepeque, che impedì ai salvadoregni di unire le forze di Velásquez con quelle di Medrano, in vista del prosieguo dell'invasione.

#### 17 luglio
Di fronte alla sorprendente reazione honduregna, El Salvador decise di inviare buona parte del resto dell'aviazione per sostenere le proprie forze impegnate sul suolo nemico. La mattina del 17 luglio, due aerei salvadoregni, agli ordini del capitano Douglas Varela, si alzarono in volo per rinvigorire l'attacco a sud, presso le città honduregne di Alianza e Aceituno.
Contemporaneamente varie squadriglie aeree honduregne decollarono dagli aeroporti di Toncontín e La Mesa per sostenere le proprie forze terrestri. Una di esse, comandata dal maggiore Fernando Soto Henríquez e composta anche dagli aerei dei pari grado Francisco Zapeda ed Edgardo Acosta, fu incaricata di attaccare l'artiglieria salvadoregna a sud, pur con l'ordine di non entrare nei cieli del Salvador.
Le squadriglie di Varela e Soto si incontrarono intorno a mezzogiorno sui cieli sopra El Amatillo, al confine meridionale tra i due Paesi. I salvadoregni iniziarono l'attacco, prendendo di mira l'aereo di Zapeda, che, a causa di un'avaria, non riusciva a fare fuoco. In suo soccorso, intervennero Acosta e il caposquadriglia Soto, che abbatté Varela. Al termine dello scontro, gli aerei honduregni portarono a termine la missione, bombardando l'artiglieria salvadoregna.
La morte di Varela produsse uno shock nella forza aerea salvadoregna, trattandosi di uno dei piloti di maggiore esperienza. El Salvador fu costretto a richiamare alcuni riservisti, nonché cinque mercenari che tuttavia, dopo il decollo, fuggirono alla vista degli aerei nemici. Due aerei salvadoregni, pilotati dai capitani Salvador Cezeña Amaya e Guillermo Reinaldo Cortéz, furono inviati sulla via di El Amatillo, ma furono messi in fuga da una batteria antiaerea nemica e inseguiti dalla squadriglia del maggiore Soto. Quest'ultimo, contravvenendo all'ordine di non sconfinare, entrò nei cieli del Salvador e, sopra l'abitato di San José, si mise in scia dell'aereo del capitano Cezeña. Mitragliato dai colpi di Soto, Cezeña, vistosi perduto, dovette lanciarsi col paracadute.
Cortéz, che pilotava l'altro aereo salvadoregno, si posizionò in scia a Soto e iniziò a sparargli una raffica di proiettili. Soto, con un'ardua serie di manovre, fu abile a sganciarsi, finendo addirittura alle spalle di Cortéz. Il pilota honduregno fece a propria volta fuoco, colpendo l'aereo nemico. Cortéz, con il velivolo ormai irrimediabilmente danneggiato, anziché gettarsi col paracadute, preferì portare l'aereo fuori da San José, onde evitare che precipitasse sulle abitazioni. Il pilota salvadoregno riuscì a compiere la manovra, ma, quando giunse sopra le campagne circostanti la città, era ormai troppo tardi per lanciarsi e morì schiantandosi con l'aereo.
Nel 2003, ancora in vita, Soto fu proclamato eroe nazionale dell'Honduras. Nel Salvador, invece, alla memoria di Cortéz fu eretto un monumento. Ma, soprattutto, il pilota è riconosciuto eroe, per il suo sacrificio, nella città di San José. Altri due aerei honduregni attaccarono le forze salvadoregne presso San Rafael de las Mataras, provocando diversi morti.

#### 18 luglio

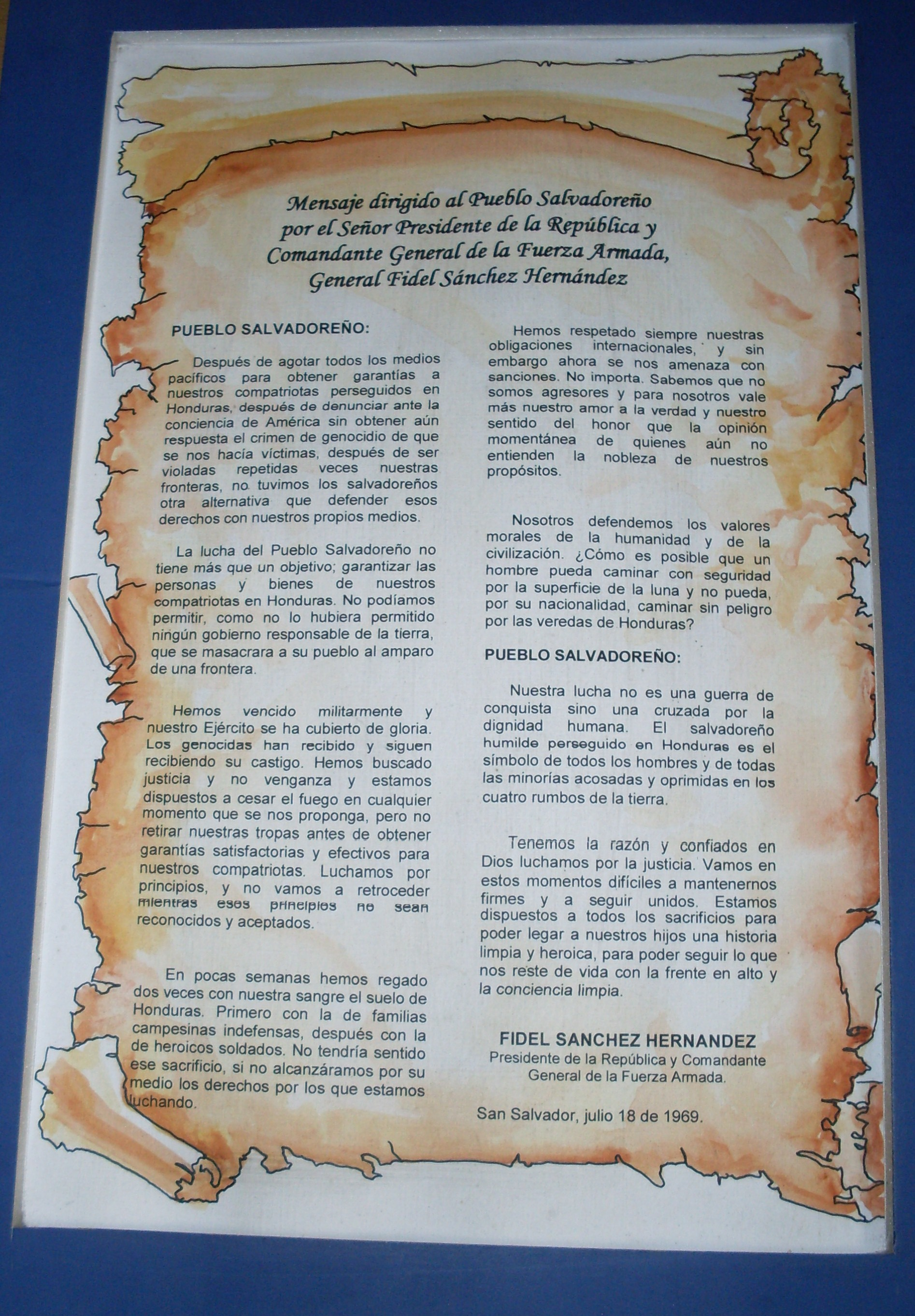
Proclama del 18 luglio 1969 del presidente Fidel Sánchez Hernández al popolo salvadoregno

Il 17 luglio si era rivelato disastroso per i salvadoregni, che la mattina del 18 furono accolti, presso San Marcos, Llano Largo e il Cerro del Ujuste, con un attacco al napalm dall'aviazione honduregna. Di lì a poco, un ulteriore bombardamento honduregno bloccò l'avanzata salvadoregna a Chalatenango. Anche sul fronte meridionale la situazione per El Salvador era cambiata diametralmente. La controffensiva honduregna respinse i nemici oltre la frontiera di El Amatillo, ricevendo alle 21.30 l'ordine, dal proprio stato maggiore, di cessare le operazioni.
Alle 22.00 l'OSA impose il cessate il fuoco. L'Honduras accettò la proposta, mentre El Salvador rifiutò. Il governo salvadoregno, convinto di poter ottenere una vittoria militare sul campo, tentava di guadagnare tempo, avendo ordinato sette ulteriori Mustang dagli Stati Uniti, che sarebbero dovuti giungere l'indomani e che avrebbero potuto riequilibrare il divario con la superiore aviazione honduregna. In particolare, lo stato maggiore del Salvador intendeva attaccare Tegucigalpa, nonostante le difficoltà rappresentate dal continuo pattugliamento dello spazio aereo circostante la capitale da parte dei caccia honduregni.
In serata, un proclama del presidente Sánchez Hernández manifestava l'intenzione di proseguire nell'occupazione dell'Honduras finché quest'ultimo non avesse risarcito i salvadoregni espulsi:
Después de agotar todos los medios pacíficos para obtener garantías de nuestros compatriotas perseguidos en Honduras, después de denunciar ante la conciencia de América sin obtener aún respuesta el crimen de genocidio de que se nos hacía víctimas, después de ver violadas repetidas veces nuestras fronteras, no tuvimos los salvadoreños otra alternativa que defender esos derechos con nuestros propios medios.
La lucha del Pueblo Salvadoreño no tiene más que un objetivo: garantizar las personas y bienes de nuestros compatriotas en Honduras. No podiamos permitir, como no lo habría podido permitir ningún gobierno responsable de la tierra, que se masacrara a su pueblo al amparo de una frontera.
Hemos vencido militarmente y nuestro ejército se ha cubierto de gloria. Los genocidas han recibido y siguen recibiendo su castigo. Hemos buscado justicia y no venganza y estamos dispuestos a cesar el fuego en cualquier momento que se nos proponga pero no queremos retirar nuestras tropas antes de obtener garantías satisfactorias y efectivas para nuestros compatriotas. Luchamos por principios y no vamos a retroceder mientras esos principios no sean reconocidos y aceptados.
En pocas semanas, hemos regado dos veces con nuestra sangre el suelo de Honduras: primero, con la de familias campesinas indefensas, después, con la de heroicos soldados. No tendría sentido ese sacrificio si no alcanzaramos por su medio los derechos por los que estamos luchando.
Hemos respetado siempre nuestras obligaciones internacionales y sin embargo, ahora, se nos amenaza con sanciones, no importa, sabemos que no somos agresores y para nosotros vale mas nuestro amor a la verdad y nuestro sentido del honor que la opinión momentánea de quienes aún no entienden la nobleza de nuestros propósitos.
Nosotros, defendemos los valores morales de la humanidad y de la civilización. ¿Cómo es posible que un hombre pueda caminar con seguridad por la superficie de la luna y no pueda, por su nacionalidad, caminar sin peligros por las veredas de Honduras?.
Pueblo Salvadoreño:
Nuestra lucha no es una guerra de conquista, sino una cruzada por la dignidad humana. El salvadoreño humilde perseguido en Honduras es el símbolo de todos los hombres y las minorías acosadas y oprimidas en los cuatro rumbos de la Tierra. Tenemos la razón y confiados en Dios, luchamos por la Justicia, vamos, en éstos momentos difíciles, a mantenernos firmes y a seguir unidos, estamos dispuestos a todos los sacrificios para poder legar a nuestros hijos una historia limpia y heróica para poder seguir, lo que nos resta de vida, con la frente en alto y la conciencia limpia.»
Dopo aver esaurito tutti i mezzi pacifici per ottenere la garanzia dei nostri connazionali perseguitati in Honduras, dopo aver denunciato alla coscienza d'America, senza ottenere alcuna risposta, il crimine di genocidio di cui siamo stati vittime, dopo aver visto ripetutamente violati i nostri confini, i salvadoregni non hanno avuto altra alternativa che difendere i propri diritti con i propri mezzi.
La lotta del popolo salvadoregno non ha che un obiettivo: proteggere le persone e i diritti dei nostri compatrioti in Honduras. Non potevamo permettere, come non avrebbe potuto permettere nessun governo responsabile della Terra, che si massacrasse il nostro popolo al di là di una frontiera.
Abbiamo vinto militarmente e il nostro esercito si è coperto di gloria. I genocidi hanno ricevuto e continuano a ricevere la loro punizione. Abbiamo cercato giustizia e non vendetta e siamo disposti a cessare il fuoco in qualsiasi momento ci venga chiesto, ma non a ritirare le nostre truppe prima di ottenere garanzie soddisfacenti ed effettive per i nostri connazionali. Lottiamo per principi e non ci ritireremo finché tali principi non saranno riconosciuti ed accettati.
In poche settimane, abbiamo bagnato due volte con il nostro sangue il suolo dell'Honduras: prima, quello delle famiglie contadine indifese, poi quello dei nostri eroici soldati. Non avrebbe senso questo sacrificio se non perseguissimo per mezzo di esso i diritti per cui stiamo lottando.
Noi abbiamo sempre rispettato i nostri obblighi internazionali e non importa se adesso siamo minacciati di sanzioni: sappiamo che noi non siamo aggressori e per noi valgono più il nostro amore per la verità e il nostro senso dell'onore che l'opinione che al momento qualcuno ha, non comprendendo la nobiltà delle nostre intenzioni.
Noi difendiamo i valori morali dell'umanità e della civiltà. Com'è possibile che un uomo possa tranquillamente camminare sulla superficie della Luna, ma non possa, a causa della sua nazionalità, percorrere senza pericolo i marciapiedi dell'Honduras?
Popolo salvadoregno:
La nostra non è una lotta di conquista, ma una crociata per la dignità umana. L'umile salvadoregno perseguitato in Honduras è il simbolo di tutti gli uomini e delle minoranze molestate e oppresse nei quattro angoli della Terra. Abbiamo ragione e, fiduciosi in Dio, combattiamo, in questi momenti difficili, fermi e uniti, pronti a qualsiasi sacrificio per lasciare ai nostri figli una storia limpida ed eroica, per poter proseguire, nel resto della nostra vita, con la fronte in alto e la coscienza pulita.»
La decisione del Salvador di non sospendere ufficialmente le operazioni belliche ne produsse la condanna da parte dell'OSA come Stato aggressore.

#### 19 luglio-5 agosto: ultimi scontri e ritiro del Salvador
Di fatto, la guerra cessò il 18 luglio. Il 19 mattina alcuni aerei salvadoregni si alzarono in volo per portare rifornimenti di munizioni ai propri soldati a San Marcos de Ocoteque, mentre i sette Mustang giunti dagli Stati Uniti furono immediatamente armati. L'OSA impose il ritiro al Salvador, dietro la minaccia di sanzioni economiche, ma in un primo momento il relativo stato maggiore non mutò atteggiamento. L'Honduras reagì all'inerzia salvadoregna il 27 luglio, con una serie di attacchi a sorpresa contro città del Salvador poste in prossimità della frontiera. L'attacco honduregno si arrestò il 29 luglio, quando l'OSA applicò le sanzioni contro El Salvador.
Finalmente, il 5 agosto, le truppe salvadoregne si ritirarono entro i propri confini, ripristinando lo status quo ante bellum. Il conflitto si rivelò notevolmente sanguinoso, tanto che, dopo soli 5 effettivi giorni di ostilità, si contarono circa 5700 morti: tra i soldati erano rimasti uccisi un centinaio di salvadoregni e circa 2000 honduregni, mentre tra i civili avevano perso la vita circa 3000 honduregni e 600 salvadoregni. Oltre 50000 furono gli sfollati.

### Le condizioni di pace
L'OSA minacciò El Salvador di pesanti sanzioni economiche qualora avesse ripetuto un attacco contro l'Honduras, intimandogli di ripristinare lo status quo ante del 14 luglio. Contemporaneamente impose all'Honduras la reintegrazione e il risarcimento dei salvadoregni ingiustamente espulsi e la cessazione della propaganda anti-salvadoregna. Anche l'Honduras fu minacciato di sanzioni economiche, qualora non avesse rispettato le suddette condizioni. Alcuni salvadoregni espulsi ad aprile fecero ritorno in Honduras, ma altri non ebbero il coraggio di tornare. I rapporti tra i due Paesi rimasero effettivamente difficili fino alla firma di un trattato di pace, avvenuta il 30 ottobre 1980.
Ironia del destino, un anno dopo la pace ritrovata, le due nazionali conquistarono entrambe la qualificazione ad un'altra fase finale dei mondiali di calcio, quella di Spagna '82. Nel novembre del 1981 si disputò infatti a Tegucigalpa l'ottava edizione del Campionato CONCACAF (attuale CONCACAF Gold Cup): il torneo valeva anche come qualificazione ai mondiali, cui la CONCACAF aveva diritto a due posti, e l'Honduras trionfò proprio davanti al Salvador. Solo nel 1992, comunque, la controversia sui confini nazionali fu definitivamente risolta dalla Corte internazionale di giustizia, in seguito al cui intervento i due Stati stipularono un nuovo trattato con il quale El Salvador riconosceva la sovranità honduregna sul Golfo di Fonseca.